# پاسکوئال کاندل پالازون
پاسکوئال کاندل پالازون (به اسپانیایی: Pascual Candel Palazón) (زادهٔ ۱۲ فوریه ۱۹۷۱ در آرکنا) یک شاعر و نویسنده اسپانیایی است.
پالازون در دانشگاه مورسیا مادرید روزنامه‌نگاری و رشته حقوق تحصیل کرده‌است.
آثار او سبک رمانتیک تیره دارند و آثارش شخصیتی قوی و سرکش را از او به نمایش می‌گذارند.